# تیم ملی بسکتبال جمهوری آذربایجان
تیم ملی بسکتبال آذربایجان،این تیم توسط فدراسیون بسکتبال آذربایجان اداره می‌شود.

## تاریخچه
تا سال ۱۹۹۰جمهوری آذربایجان بخشی از اتحاد جماهیر شوروی بود، به همین دلیل بازیکنان آذربایجان فقط می‌توانستند در تیم ملی بسکتبال اتحاد جماهیر شوروی بازی کنند. پس از فروپاشی از اتحاد جماهیر شوروی، تیم ملی بسکتبال آذربایجان در سال ۱۹۹۱ تأسیس شد که در سال ۱۹۹۴ به فدراسیون بین‌المللی بسکتبال پیوست. اگرچه جمهوری آذربایجان در خاور نزدیک قرار دارد اما فدراسیون بسکتبال آذربایجان عضو اروپا است و در مسابقات مقدماتی قهرمانی اروپا شرکت می‌کند.